# Lèmur ratolí rogenc
El lèmur ratolí rogenc (Microcebus tavaratra) és un dels primats malgaixos coneguts com a lèmurs ratolí. Tenen una llargada corporal d'11-14 cm i una cua de 15-17 cm. Pesen entre 48 i 84 grams. El pelatge del dors és de color marró fosc i el del ventre és blanc o beix.